# Grădiștea Muncelului - Cioclovina (sit SCI)
Grădiștea Muncelului - Cioclovina este o arie protejată (sit de importanță comunitară — SCI) din România, desemnată în scopul protejării biodiversității și menținerii într-o stare de conservare favorabilă a florei spontane și faunei sălbatice, precum și a habitatelor naturale de interes comunitar aflate în arealul zonei de protecție. Aceasta este întinsă pe o suprafață de 39.855,2 ha, integral pe uscat.

## Localizare
Situl Grădiștea Muncelului - Cioclovina se întinde pe teritoriul sud-estic al județului Hunedoara (Baru, Bănița, Beriu, Boșorod, Orăștioara de Sus, Petrila, Petroșani, Pui). Centrul acestuia este situat la coordonatele 45°34′25″N 23°14′14″E / 45.573478°N 23.237286°E.

## Înființare
Situl Grădiștea Muncelului - Cioclovina (ROSCI0087) a fost declarat sit de importanță comunitară în decembrie 2007 pentru a proteja 3 specii de plante și 25 de specii de animale. Situl se suprapune cu ariile naturale: Complexul carstic Ponorâci-Cioclovina, Cheile Taia, Cheile Crivadiei, Peștera Bolii, Locul fosilifer Ohaba-Ponor, Peștera Șura Mare, Parcul Natural Grădiștea Muncelului - Cioclovina și Geoparcul Dinozaurilor „Țara Hațegului”.

## Biodiversitate
Situată în ecoregiunile alpină și continentală, aria protejată conține 19 habitate naturale: Pajiști alpine și boreale, Fânețe montane, Mlaștini alcaline, Pante stâncoase calcaroase cu vegetație casmofită, Peșteri inaccesibile publicului, Păduri de fag Luzulo-Fagetum, Păduri de fag Asperulo-Fagetum, Păduri de fag din Europa Centrală dezvoltate pe sol calcaros cu Cephalanthero-Fagion, Păduri pe pante, grohotișuri și ravene de Tilio-Acerion, Păduri aluvionare cu Alnus glutinosa și Fraxinus excelsior (Alno-Padion, Alnion incanae, Salicion albae), Păduri panonice-balcanice de stejar turcesc - stejar sesil, Păduri de fag dacice (Symphyto-Fagion), Păduri acidofile de Picea de la nivel montan la nivel alpin (Vaccinio-Piceetea), Tufărișuri subcontinentale peripanonice, Pajiști carstice calcaroase sau bazofile, de Alysso-Sedion albi, Pajiști uscate seminaturale și facies de acoperire cu tufișuri pe substraturi calcaroase (Festuco-Brometalia) (* situri importante pentru orhidee), Formațiuni ierboase bogate în specii de Nardus, dezvoltate pe substraturi silicioase în zone montane (și în zone submontane, în Europa continentală), Pajiști cu Molinia pe soluri calcaroase, turboase sau argilos-nămoloase (Molinion caeruleae), Liziere de ierburi înalte hidrofile de câmpie și de nivel montan până la alpin.

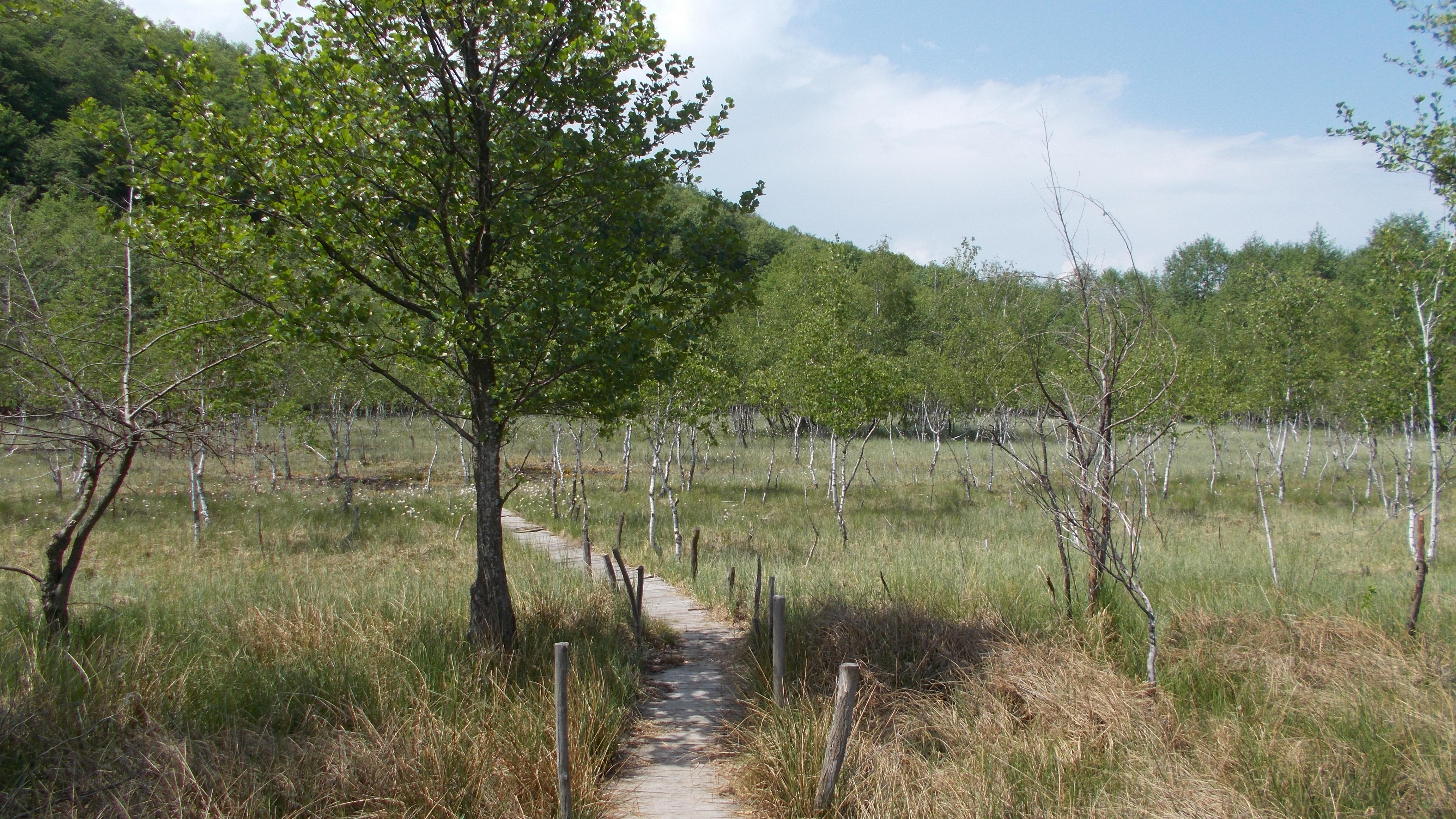
Imagine din sit

La baza desemnării sitului se află mai multe specii protejate:
- plante (3): Campanula serrata, mușchi (Dicranum viride), Tozzia carpathica
- amfibieni (3): izvoraș-cu-burta-galbenă (Bombina variegata), triton cu creastă (Triturus cristatus), tritonul comun transilvănean (Triturus vulgaris ampelensis)
- mamifere (10): liliac cârn (Barbastella barbastellus), lupul (Canis lupus), vidră de râu (Lutra lutra), râs eurasiatic (Lynx lynx), liliac cu aripi lungi (Miniopterus schreibersii), liliac cu urechi de șoarece (Myotis blythii), liliac comun (Myotis myotis), liliacul mare cu potcoavă (Rhinolophus ferrumequinum), liliacul mic cu potcoavă (Rhinolophus hipposideros), urs brun (Ursus arctos)
- nevertebrate (9): Austropotamobius torrentium, fluturele de noapte (Eriogaster catax), fluturele auriu (Euphydryas aurinia), Euplagia quadripunctaria, Gortyna borelii lunata, fluturele purpuriu (Lycaena dispar), Osmoderma eremita Complex, Pilemia tigrina, Rosalia alpina
- pești (3): moioagă (Barbus petenyi), hadină (Eudontomyzon danfordi), câră (Sabanejewia balcanica)

Pe lângă speciile protejate, pe teritoriul sitului au mai fost identificate 17 specii de plante, 11 specii de mamifere, 1 specie de nevertebrate, 1 specie de pești, 3 specii de reptile.